# Saki (serie televisiva)
Saki (サキ?) è una serie televisiva giapponese del 2013, prequel di Utsukushii rinjin (2011), interpretato dalla medesima protagonista.

## Trama
Saki Amihama lavora in un ospedale ed è da molti considerata la ragazza ideale; in realtà, la giovane ha un lato oscuro, che la porta a sedurre numerosi uomini per distruggerli.

## Distribuzione
In Giappone, Saki è stato trasmesso da Fuji Television dall'8 gennaio al 19 marzo 2013.